# 西安市精神卫生中心
西安市精神卫生中心，又名陕西省精神卫生中心、西安医学院附属精神卫生中心，是中国西安市的一所精神病学专科三级甲等医院，始建于1957年。

## 附设机构
- 陕西成瘾疾病诊疗中心
- 陕西司法精神医学鉴定中心
- 西部心理咨询职业技能培训中心
- 西安曲江康复养老院西安
- 市精神残疾人托养中心
- 国家药物临床试验研究
- 新周精神病医院[1]

## 相关争议事件

### 司法局、卫健随意非法鉴定
该中心主任医师纪术茂，因与院長吳強駒（執業證書編碼：141610100000788）有矛盾举报至监委，被黨委和“中医”出具文件称“有精神病”后表示“如果权力被滥用到精神病的诊断中，说你得病了你都没有办法申诉，谁都可能成为下一个精神病人。” （页面存档备份，存于）

### 疫情隔离短信
一则标有西安市精神卫生中心的短信截图在网络流传，信息中称，“隔离期间，您如果和花草树木聊天这很正常无需致电咨询，只有在那些花草树木开始回答您问题的情况下才有必要寻求协助。”西安市精神卫生中心从未发布过此类消息。